# Тьявиль-сюр-Мёрт
Тьяви́ль-сюр-Мёрт (фр. Thiaville-sur-Meurthe) — коммуна во французском департаменте Мёрт и Мозель региона Лотарингия. Относится к  кантону Баккара.	

## География
Тьявиль-сюр-Мёрт расположен в 60 км к юго-востоку от Нанси в предгорье Вогезов на Мёрте. Соседние коммуны: Раон-л’Этап на юго-востоке, Лашапель и Бертришам на северо-западе.

## История
- Название означает «три города» (trois villes).
- Впервые Тьявиль упоминается в 962 году
- Крепость Тьявиль была разрушена в 1359 году после сражения 1342 года между герцогом Лотарингии и епископом Меца

## Демография
Население коммуны на 2010 год составляло 479 человек.
| 1962 | 1968 | 1975 | 1982 | 1990 | 1999 | 2010 |
| ---- | ---- | ---- | ---- | ---- | ---- | ---- |
| 418  | 421  | 470  | 560  | 577  | 537  | 479  |

## Транспорт
Через Тьявиль-сюр-Мёрт проходит национальная автодорога RN59.		